# LIKUM
LIKUM je bila zadruga hrvatskih likovnih umjetnika osnovana 1948. godine. Osnivač zadruge bilo je Hrvatsko društvo likovnih umjetnika. Djelovala je do 2013. kada je propala.Posjedovala je nekoliko poslovnih prostora na atraktivnim lokacijama u Zagrebu, poslovne prostore u Beogradu i Dubrovniku, te ljevaonicu umjetnina i trgovinu umjetničkim materijalom i priborom. U sklopu LIKUM-a djelovala je i Galerija Ulrich, najstariju galerija u Zagrebu, čiji su suradnici bili najpoznatiji i najpriznatiji hrvatski likovni umjetnici. Brojni značajni likovni umjetnici i umjetnici primijenjenih umjetnosti bili su članovi zadruge tijekom njenog postojanja.